# رسول موسوی (سیاستمدار)
رسول موسوی (زاده ۱۳۲۷ اهواز) سیاست‌مدار ایرانی است، که در دوره سوم و دوره دوم مجلس شورای اسلامی به‌عنوان نماینده حوزهٔ انتخابیهٔ اهواز، از استان خوزستان در مجلس شورای اسلامی حضور داشت.